# Chiesa di Santa Cecilia (Dervio)
La chiesa di Santa Cecilia è una chiesa situata a Dervio, in provincia di Lecco.
La chiesa è parte della parrocchia dei Santi Pietro e Paolo di Dervio nella Comunità Pastorale San Carlo Borromeo in Alto Lario nel decanato Alto Lario dell'arcidiocesi di Milano.

## Storia e descrizione
La più antica menzione storica di una chiesa derviese dedicata a santa Cecilia si ha negli Statuti di Dervio del 1389. Tuttavia, non è chiaro se tale citazione si riferisse già all'attuale edificio religioso, che si vuole costruito a seguito di una pestilenza, oppure a una precedente chiesa, andata distrutta nel corso del tempo.
Fino alla seconda metà del Novecento, la chiesa conservava una coppia di tele dedicate alla santa titolare dell'edificio religioso; entrambe le opere vennero rubate.
Internamente, la chiesa presenta uno schema ad aula, con quattro archi e copertura a volta. L'altare presenta una cornice in stile barocco.